# Pro Patria et Libertate Unione degli Sports Bustesi 1940-1941
Questa voce raccoglie le informazioni riguardanti la Pro Patria et Libertate Unione degli Sports Bustesi nelle competizioni ufficiali della stagione 1940-1941.

## Stagion
Per i tigrotti la stagione 1940-1941 fu quella del riscatto. Si torna in Serie B dopo sei anni di mal sopportato purgatorio nella bolgia della Serie C. La Pro Patria vince con 52 punti il girone C, con otto punti di vantaggio sulla Biellese. Nel girone finale, appaiata al Prato con sette punti, conquista la promozione lasciando in Serie C le altre due finaliste Siracusa e Manlio Cavagnaro.
Il presidente Giovanni Calcaterra assume dalla SIAI Marchetti l'ex calciatore biancoblù Natale Masera e gli affida il doppio incarico di giocatore e allenatore. La Pro Patria balza da subito in testa alla classifica e vi rimarrà per tutto il torneo. Nelle finali perde sia in casa che di misura a Genova contro il Cavagnaro, ma vince a Siracusa, pareggia a Prato e le batte entrambe in casa. Sugli scudi in doppia cifra gli attaccanti, Silvio Gallazzi realizza 19 reti, Piero Dondi ne fa 15, Arnaldo Fasoli ne mette dentro 12. Il 20 luglio tutta Busto festeggia la sospirata promozione in Serie B in Piazza San Giovanni, alla presenza di giocatori, dirigenti ed autorità.

## Rosa
| N. |                   | Ruolo | Calciatore        |
| -- | ----------------- | ----- | ----------------- |
|    | Italia (bandiera) | D     | Battista Antoni   |
|    | Italia (bandiera) | A     | Antonio Azimonti  |
|    | Italia (bandiera) | A     | Giovanni Barberis |
|    | Italia (bandiera) | P     | Alberto Berbenni  |
|    | Italia (bandiera) | D     | Antonio Bernacchi |
|    | Italia (bandiera) | C     | Alfonso Borra     |
|    | Italia (bandiera) | C     | Aldo Borsani      |
|    | Italia (bandiera) | P     | Cesare Canavesi   |
|    | Italia (bandiera) | A     | Giuseppe Colombo  |
|    | Italia (bandiera) | D     | Giancarlo Crespi  |
|    | Italia (bandiera) | C     | Egidio Crippa     |
|    | Italia (bandiera) | A     | Piero Dondi       |

| N. |                   | Ruolo | Calciatore        |
| -- | ----------------- | ----- | ----------------- |
|    | Italia (bandiera) | A     | Vittorio Erba     |
|    | Italia (bandiera) | A     | Arnaldo Fasoli    |
|    | Italia (bandiera) | C     | Enzo Ferrario     |
|    | Italia (bandiera) | A     | Silvio Gallazzi   |
|    | Italia (bandiera) | D     | Giovanni Ivaldi   |
|    | Italia (bandiera) | C     | Natale Masera     |
|    | Italia (bandiera) | A     | Emilio Massironi  |
|    | Italia (bandiera) | C     | Libero Perrucco   |
|    | Italia (bandiera) | C     | Felice Renoldi    |
|    | Italia (bandiera) | C     | Gustavo Tremolada |
|    | Italia (bandiera) | C     | Angelo Turconi    |
|    | Italia (bandiera) | P     | Antonio Turconi   |

## Risultati

### Serie C

#### Girone di andata
| Arbitro: | Codeluppi (Lodi) |

|                                 |           |  |
| Erba 15’ Gallazzi 52’ Dondi 57’ | Marcatori |  |

| Arbitro: | Pirovano (Monza) |

|                 |           |           |
| Erba 83’ (rig.) | Marcatori | 24’ Corti |

| Arbitro: | Gnocchini (Roma) |

|                    |           |            |
| Turconi II 40’ 42’ | Marcatori | 17’ Degara |

| Arbitro: | Rosso (Casale Monferrato) |

|              |           |            |
| Guidugli 81’ | Marcatori | 70’ Fasoli |

| Arbitro: | Picasso (Milano) |

|                         |           |  |
| Gallazzi 25’ Fasoli 65’ | Marcatori |  |

| Arbitro: | Ghetti (Modena) |

|                      |           |                                |
| Raffaglio 65’ (rig.) | Marcatori | 17’ Masera 31’ 75’ (rig.) Erba |

| Arbitro: | Savio (Torino) |

|                                      |           |                               |
| Fasoli 15’ Turconi II 21’ Fasoli 60’ | Marcatori | 40’ Gonzales 83’ (rig.) Collo |

| Arbitro: | Tassini (Verona) |

|          |           |  |
| Leva 14’ | Marcatori |  |

| Arbitro: | Limido (Milano) |

|                       |           |              |
| Crippa 51’ Fasoli 87’ | Marcatori | 80’ Galliani |

| Arbitro: | Galeati (Bologna) |

|                     |           |                      |
| Lattuada 80’ (rig.) | Marcatori | 30’ Fasoli Borra 47’ |

| Arbitro: | Codeluppi (Lodi) |

|                                    |           |  |
| Gallazzi 2’ Dondi 34’ Gallazzi 37’ | Marcatori |  |

| Arbitro: | Parpaiola (Padova) |

|           |           |                                       |
| Bario 83’ | Marcatori | 20’ 37’ Gallazzi 68’ Dondi 70’ Fasoli |

| Arbitro: | Limido (Milano) |

|                  |           |  |
| Gallazzi 50’ 63’ | Marcatori |  |

| Arbitro: | Dagnino (Genova) |

|  |           |            |
|  | Marcatori | 10’ Fasoli |

| Arbitro: | Barbieri (Genova) |

|                             |           |               |
| Dondi 3’ Erba 36’ Dondi 60’ | Marcatori | 20’ Ranaboldo |

#### Girone di ritorno
| Arbitro: | Barbieri (Genova) |

|  |           |              |
|  | Marcatori | 52’ Gallazzi |

| Arbitro: | Andreoni (Milano) |

|           |           |  |
| Corti 43’ | Marcatori |  |

| Arbitro: | Soliani (Genova) |

|  |           |            |
|  | Marcatori | 39’ Fasoli |

| Arbitro: | Franzi (Vercelli) |

|                                                    |           |  |
| Borra 26’, 50’ (rig.) Gallazzi 80’, 86’ Fasoli 85’ | Marcatori |  |

| Arbitro: | Cipriani (Milano) |

|  |           |                                    |
|  | Marcatori | 15’ (rig.) Masera 90’ (rig.) Borra |

| Arbitro: | Magnoni (Milano) |

|                                     |           |  |
| Turconi II 40’ Fasoli 49’ Borra 85’ | Marcatori |  |

| Arbitro: | Silvano (Torino) |

|                   |           |                                       |
| Parvis 30’ (rig.) | Marcatori | 18’ Masera 44’ Dondi 63’ 85’ Gallazzi |

| Arbitro: | Bogetti (Torino) |

|                                    |           |           |
| Dondi 22’ Borra 41’ Turconi II 70’ | Marcatori | 62’ Ricci |

| Arbitro: | Barbieri (Genova) |

|  |           |           |
|  | Marcatori | 33’ Borra |

| Busto Arsizio 27 aprile 1941 25ª giornata | Pro Patria         | 0 – 0 | Gallaratese | Stadio Bruno Mussolini\| Arbitro: \| Canavesio (Torino) \| |
| Arbitro:                                  | Canavesio (Torino) |       |             |                                                            |

| Arbitro: | Dagnino (Genova) |

|  |           |                                     |
|  | Marcatori | 26’ Gallazzi 41’ Dondi 89’ Gallazzi |

| Arbitro: | Magnoni (Milano) |

|                                        |           |                |
| Borsani 35’ Dondi 64’ 66’ Azimonti 76’ | Marcatori | 51’ Pellizzoni |

| Arbitro: | Carminati (Milano) |

|                      |           |                           |
| Ferri 75’ Taroni 82’ | Marcatori | 7’ Dondi 38’ 56’ Gallazzi |

| Arbitro: | Ghetti (Modena) |

|               |           |           |
| Turconi II 7’ | Marcatori | 40’ Lauro |

| Arbitro: | Silvano (Torino) |

|                     |           |                              |
| Sella 29’ Donna 89’ | Marcatori | 6’ 23’ Fasoli 30’ Turconi II |

#### Girone finale
| Arbitro: | Dellarole (Vercelli) |

|           |           |                                   |
| Dondi 79’ | Marcatori | 7’ Bozzano 65’ Vanara 80’ Fossati |

| Arbitro: | Biancone (Roma) |

|                        |           |                            |
| Peresson 19’ Viani 72’ | Marcatori | 31’ Gallazzi 44’ 46’ Dondi |

| Arbitro: | Mattea (Torino) |

|              |           |  |
| Gallazzi 62’ | Marcatori |  |

| Arbitro: | Bertolio (Torino) |

|             |           |  |
| Bozzano 76’ | Marcatori |  |

| Arbitro: | Scorzoni (Bologna) |

|           |           |  |
| Dondi 38’ | Marcatori |  |

| Arbitro: | Ciamberlini (Genova) |

|             |           |           |
| Spagnoli 8’ | Marcatori | 11’ Borra |